# ユーリ・オメルチェンコ
ユーリ・オメルチェンコ（Yuri Omeltchenko、1971年9月6日 - ）はウクライナのオリエンテーリング選手。世界選手権（WOC）で優勝経験のある唯一のウクライナ人。

## 経歴

### 生い立ち
チェルニウツィーの第33番学校、ルーツィクの教育大学出身であり、体育学の学位を取得している。幼少の頃はサッカー、バレーボール、水泳、柔道などに親しみ、オリエンテーリングとの出会いは1983年、兄のイゴールに誘われたのがきっかけだった。1988年からはウクライナの陸上競技指導者、Dennis Tyshchuk（Дениса Тищука）の下でトレーニングを積み、1993年の陸上競技大会、冬季ウクライナ選手権では3000mの部で銀メダルを獲得している。
オリエンテーリング競技における初めての実績は、1988-89年のソビエト連邦ジュニアオリエンテーリング選手権での優勝であり、それ以降は継続してソビエト連邦、ウクライナのナショナルチームに選出されることとなった。

### ウクライナ代表として
国際舞台で初めて表彰台に上ったのは1994年、ポーランドで開催された世界軍人オリエンテーリング選手権のことであり、銀メダルを獲得している。またその翌年の1995年、ドイツで開催された世界選手権（WOC）ショート競技で優勝、金メダルを獲得した。ウクライナのみならず、東欧の選手として初めてオリエンテーリングの世界チャンピオンとなった。この際、主催者がウクライナの国歌を準備していなかったため、当時のウクライナオリエンテーリング連盟代表であったValery Gluschenko（Валерій Глущенко）とオメルチェンコ自身のアカペラで代用するという珍事が発生している。
WOCでの優勝がきっかけとなり、より一層の練習機会を求めた結果、1996年にスウェーデンへ移住した。その後、ヨーロッパ選手権（EOC）では2000年に銀メダルを1枚、2002年に銀メダルと銅メダルをそれぞれ1枚獲得し、WOCにおいてはWOC2003のロング競技で準優勝、WOC2004のスプリント競技で3位になるなどの活躍を見せている。ワールドカップでの最高順位は2002年の総合6位。
2007年、母国ウクライナのキエフで開催されたWOC2007では、ロング競技で失格、スプリント競技で11位という成績を残している。2009年、ハンガリー・ミシュコルツで開催されたWOC2009を最後に、代表を引退している。

### 世界マスターズ選手権
2012年にドイツで開催された世界マスターズ選手権（WMOC）に出場、ロング競技とスプリント競技で準優勝の成績をおさめたが、ウクライナ代表ではなく、スウェーデン代表としての出場であった。なお2007年のインタビューにおいて、「スウェーデン代表の合宿に参加しており、在住歴も長いが、スウェーデンのパスポートを得ようとは思わないのか？」という質問に、「少なくともシニア代表としてのキャリアを続けるうちはスウェーデンの市民権を得ることはない」と答えていた。

## その他
- チェルニウツィー出身であり、現在はスウェーデンのブレーキンゲで体育教師をしている[3]。
- スウェーデンのOK Orionに所属している。同クラブには同じくウクライナの選手であるオレクサンドル・クラトフも所属している。
- 19歳でMaster in Sport、24歳でMaster of Sport of international class、33歳の際にはHonored Master of Sportの称号を受けている[2]。